# Henri Éloi Danel
Pour les articles homonymes, voir Danel.
Henri Éloi Danel était un administrateur colonial français, né à Béthune le 23 septembre 1850 et mort le 18 mars 1900 à Diala (Région de Kayes), alors au Sénégal et aujourd'hui au Mali.

## Biographie
Fils d'un tonnelier et marchand de vins, il est nommé aspirant à sa sortie de l'École navale en 1869 et combat avec l'Armée de la Loire durant la Guerre franco-prussienne de 1870.
Il quitte la marine avec le grade de lieutenant de vaisseau en 1885 en obtenant le concours d'inspecteur-adjoint des services administratifs et financiers de la marine et des colonies. Devenu inspecteur de 1re classe des colonies en 1887, il sert comme lieutenant-gouverneur en Cochinchine de 1889 à 1892. En 1890, il devient le premier résident du palais devenu le Musée de Hô-Chi-Minh-Ville.
Il exerce ensuite les fonctions de gouverneur de La Réunion de 1893 à 1895. En 1894, il inaugure le pont suspendu de la rivière de l'Est conçu par les architectes Jullidière et Ferdinand Arnodin.
Il est ensuite gouverneur de la Guyane française de 1896 à 1898. En 1897, il inaugure la statue de Victor Schœlcher à Cayenne.
Il est ensuite inspecteur général des colonies envoyé au Soudan français (Mali) en 1900 afin vérifier certains faits liés à la Mission Voulet-Chanoine,. Malade de la dysenterie, il meurt le 18 mars 1900 à Diala (Région de Kayes) au cours d'une tournée au Sénégal.

## Distinction
- Officier de la Légion d'honneur (2 janvier 1893)[8]